# 이종희 (1942년)
이종희(李鍾熙, 1942년 4월 15일 ~ )는 경상북도 대구 출신의 대한민국 기업가이다.

## 생애
이종희는 1969년 대한항공 공채 1기로 입사해 말단 직원에서 총괄사장 자리에 오르며 '샐러리맨의 신화'로 평가받는다. 출범 당시 대한항공은 아시아의 작은 지역항공사에 불과했지만 현재는 글로벌 톱10으로 세계적인 대형 항공사로 성장했다. 그동안 이종희는 대한항공의 성장 과정에서 40년 한국 민항 역사의 산증인 역할을 했다. 그는 경영학과 출신임에도 불구하고 정비분야로 입사해 30여년간 정비 자재 기획 영업 등 항공사의 전문경영인이 되는 데 필요한 업무를 두루 섭렵한 '테크노 경영인'이다. 특히 여객 영업에만 20여년간 몸 담은 여객영업 분야 전문가로서 신규 노선 개척 및 세계 항공사와 제휴 업무를 주도적으로 맡아왔다. 대한항공은 2009년 12월 말 인사에서 이종희를 대한항공 상임고문으로 추대했다. 이로써 대한항공 대표이사는 조양호 대한항공 회장, 이종희 대한항공 고문과 서용원 부사장 3인의 각자 대표로 변경됐다. .
소탈한 성격의 소유자로 겉보기에는 무척 부드러워 보이지만 업무에 있어서는 강한 추진력을 발휘,매사에 빈틈이 없다는 평을 받는다. 대한항공이 사업정상화를 위해 제트기를 새로 도입할 당시 신입직원이던 이종희는 영어로 된 부품과 정비매뉴얼을 제대로 이해하는 전문가가 전무한 상황에서 밤을 새워가며 정비매뉴얼을 완벽하게 번역하면서 오너로부터 확실한 눈도장을 받았다.
영업부에서 항공기 운항과 정비 등의 운항 종합정보를 관리하는 업무를 맡아 5년간 휴일을 포함해 단 하루도 쉬지 못하고 사무실을 지켰다는 일화는 지금도 사내에 회자되고 있다. 프랑스 정부는 한 · 프랑스 협력에 앞장서고 세계 항공시장에서 양국 간 경제협력과 우호증진에 기여한 공로를 인정해 이종희에게 프랑스 정부 최고 훈장인 레종 드뇌르 슈발리에(La Legion d'honneur Chevalier) 훈장을 수여하였다. 레종 도뇌르 훈장은 ‘영광의 군단’이란 의미를 지닌 프랑스 국가 최고훈장인데 레종 도뇌르는 일반적으로 코망되르, 오피시에, 슈발리에 등 3개 등급으로 구분되고 있다. 조양호 한진그룹 회장은 2004년 이 훈장 가운데 민간인에게 수여하는 최고 등급인 레종 도뇌르 코망되르를 받은 바 있다.

## 학력
- 대구상업고등학교
- 단국대학교 경영학과
- 연세대학교경영대학원 경영학 석사
- 서경대학교대학원 경영학 박사

## 경력
- 2009년 12월 ~ 대한항공 고문, 대한항공점보스 프로배구단 구단주
- 2006년 1월 ~ 2006년 2월 자유민주연합 특임행정위원
- 2004년 ~ 2009년 12월 대한항공 총괄담당 대표이사 사장
- 2003년 ~ 2003년 대한항공 여객사업본부 사장
- 2000년  대한항공 여객영업담당 부사장
- 1999년  대한항공 여객영업담당 전무이사
- 1996년  대한항공 종합통제담당 상무이사
- 1992년  대한항공 한국지역본부장
- 1989년  대한항공 영업본부 여객담당 겸 국제여객마케팅담당 이사
- 1985년  대한항공 LA 여객지점장
- 1969년  대한항공 입사

## 수상
- 2009년 제36회 상공의 날 금탑산업훈장
- 2006년 프랑스 레종 도뇌르 슈발리에 훈장
- 2003년 자랑스런 단국인상
- 2003년 제23회 연세경영자상
- 2002년 제29회 관광의 날 은탑산업훈장

## 같이 보기
- 조중훈
- 김종선
- 석태수
- 심이택